# Dīmītrīs Fliōnīs
Dīmītrīs Fliōnīs (in greco Δημήτρης Φλιώνης?; Salonicco, 8 aprile 1997) è un cestista greco.

## Carriera
Cresciuto nelle giovanili dell'Aris Salonicco, entra a far parte della prima squadra nel 2015.

### Nazionale
Ha giocato per le nazionali giovanili della Grecia under 16, Grecia under 18 e Grecia under 20.